# Impact de Montréal (1992)
Impact de Montréal  (Engelstalig: Montreal Impact) is een Canadese voetbalclub uit Montréal, Quebec. De club werd in 1992 opgericht en speelt niet in de Canadese competitie, maar in de Amerikaanse North American Soccer League, het tweede niveau in de Verenigde Staten. In 2007 startte de club met een reserveteam, Trois-Rivières Attak, dat in de Canadese competitie speelt.

## Geschiedenis
De club werd opgericht in 1992 na de ondergang van Montreal Supra. De club was meteen dominant en streed vaak mee voor de titel. De club speelde een aantal keer de play-offs en verloor daarin meestal van de Rochester Rhinos.
In 2008 werd de club Canadees kampioen. Dat jaar werd voor het eerst een toernooi gespeeld tussen Impact, Toronto FC en Vancouver Whitecaps dat door Impact gewonnen werd, waardoor ze mochten deelnemen aan de CONCACAF Champions League.
De club heeft te kennen gegeven dat ze tegen 2011 naar de Major League Soccer willen verhuizen. Dat gebeurde dan ook en in het seizoen 2012 kwamen ze voor het eerst uit in de MLS.

## Erelijst
- USL First Division

Winnaar: 2009 (1x)
- APSL-kampioenschap/A-League

Winnaar: 1994, 2004 (2x)
- Regulars Season/Commissioner's Cup

Winnaar: 1997, 2005, 2006 (3x)
- Canadian Championship

Winnaar: 2008 (1x)